# Тунчжи (император)
Айсиньгёро Цзайчунь (27 апреля 1856 — 12 января 1875) — десятый император маньчжурской династии Цин и восьмой император Цин, правивший Китаем, с 1861 по 1875 годы; девиз правления — «Тунчжи». Его правление, продолжавшееся в период его детства и юности, проходило в тени его матери, вдовствующей императрицы Цыси. В 1873 году он стал править самостоятельно, однако уже в конце 1874 заразился венерическим заболеванием и умер в 18 лет в январе 1875 года. Его правление вошло в историю в том числе в связи с так называемой «Реставрацией Тунчжи» (кит. 同治中兴), неудачной попыткой стабилизировать и модернизировать Китай.

## Биография
Единственный выживший сын императора Сяньфэна и вдовствующей императрицы Цыси. Император Тунчжи был тёзкой попытки политической реформы, инициированной его матерью, названной Реставрацией Тунчжи. Его первым царственным именем было «Цисян» (祺祥; маньчжурское: Fengšengge sabingga), но позже это имя было изменено, согласно традиции после его преемственности, на «Тунчжи». Царственное имя означает «порядок и процветание», исходя из конфуцианского учения о том, что «есть много способов быть хорошим правительством, и все их можно охарактеризовать как порядок и процветание».
Император Тунчжи стал императором в возрасте пяти лет после смерти своего отца, императора Сяньфэна. Выбор регента, Сушуня, сделанный его отцом, был отменен в пользу партнерства между его матерью вдовствующей императрицей Цыси и вдовствующей императрицей Цыань.
Хотя и существовали надежды, что император Тунчжи станет успешным лидером, как император Канси (который взошёл на трон ещё ребёнком в 1661 году), эти надежды вскоре были обмануты, поскольку император Тунчжи вырос и стал упрямым человеком. Распутный молодой человек, который также выразил свое недовольство своей матерью императрицей Цыси.
Осенью 1872 года император-подросток взял в жёны императрицу Сяочжэи (из клана Алют) и двух официальных наложниц. Император Тунчжи, очевидно, хотел немедленно прийти к власти, что вызвало ссору при дворе по поводу роспуска регентства и сроков его проведения. Однако обе вдовствующие императрицы придерживались намеченной даты — 23 февраля 1873 года.
На следующий день после того, как император Тунчжи взял бразды правления в свои руки, иностранные державы потребовали аудиенции у императора-подростка. Эта просьба вызвала острые разногласия между министрами иностранных миссий, которые ясно дали понять, что они не будут совершать ритуальный поклон императору, и Цзунли Ямен (министерство иностранных дел) относительно протокола, который необходимо соблюдать. Правительство Цин также не хотело удерживать аудиторию в пределах Запретного города, в конечном итоге остановившись на «Павильоне пурпурного света» в одном из дворцов на берегу озера к западу от Запретного города, который теперь является частью Чжуннаньхай. Аудиенция, наконец, состоялась 29 июня 1873 года. Однако после аудиенции иностранные представители ясно выразили свое недовольство тем, что их приняли в зале, первоначально использовавшемся цинскими императорами для приема послов подчиненных государств.
Осенью 1874 года император Тунчжи вступил в конфликт со своими министрами, в число которых входили два его дяди, принц Гун и принц Чунь, в основном из-за планов императора восстановить Старый Летний дворец в то время, когда империя была банкротом. и по поводу его распутного поведения. Император отреагировал увольнением министров, но вмешались вдовствующие императрицы Цыань и Цыси, и он восстановил их в должности. В декабре того же года было объявлено, что он болен оспой, и вдовствующая императрица возобновила регентство. Он умер 12 января 1875 года, не оставив после себя сыновей.
Смерть императора Тунчжи привела к кризису престолонаследия, поскольку он был бездетным. В конце концов, вдовствующая императрица назначила наследником престола трёхлетнего двоюродного брата императора Тунчжи, Цзайтяня. Цзайтянь был биологически сыном принца Чуна, но был символически усыновлён как сын императора Сяньфэна, чтобы дать ему право стать преемником императора Тунчжи. Таким образом, Цзайтянь был возведён на трон императора Гуансюя, а вдовствующие императрицы Циан и Цыси возобновили свои роли регентов. Императрица Алюте, жена Тунчжи, отказалась от еды после его смерти и умерла через семьдесят дней после него в знак супружеского благочестия.
Состоял в браке с императрицей, также имел двух официальных конкубин.